# Centrolene sanchezi
Centrolene sanchezi es una especie de anfibio anuro de la familia de las ranas de cristal (Centrolenidae). Se distribuye por la cordillera Central de Colombia y la cordillera Oriental de Ecuador entre los 1800 y los 2350 metros de altitud. Habita junto a arroyos en zonas de bosque nublado. Puede encontrarse en bosques secundarios. Pone sus huevos en plantas y al eclosionar los renacuajos caen al arroyo donde se desarrollarán.